# ER Confidential
ER Confidential is de negende aflevering van het eerste seizoen van de televisieserie ER, die voor het eerst werd uitgezonden op 17 november 1994.

## Verhaal
Hathaway staat voor een dilemma wanneer een patiënt tegen haar bekent dat hij achter het stuur zat, en niet zijn vriend, toen zij met de auto door rood en een voetganger dood reden. Ondertussen bekent zij aan haar verloofde, Dr. Taglieri, de intieme kus die zij gehad heeft met Dr. Ross. Dit valt niet in goede aarde bij Dr. Taglieri en weet niet wat hij hiermee aan moet.
Dr. Ross gaat met zijn vriendin Linda Farrell naar de Bahama's, en voelt zich gelukkig met haar.
Carter krijgt een vrouw onder zijn hoede, later blijkt dat zij een transgender te zijn. Hij heeft nu een bepaalde leeftijd bereikt dat hij niet meer voor een vrouw door het leven kan gaan. De onverschilligheid van Carter is het laatste duwtje hem te laten besluiten om een eind aan zijn leven te maken. Op het moment dat Carter het niet meer ziet zitten, wordt hij tot zijn grote verrassing uitgenodigd om Thanksgiving met Dr. Benton en zijn familie te vieren.
Dr. Lewis blijft zich zorgen maken om Dr. Cvetic, zijn conditie lijkt steeds erger te worden. Tevens blijft zij ook problemen houden met haar zus Chloe.
Er wordt een gewonde man de SEH binnengebracht, het blijkt een dierenactivist te zijn die een kalkoen wilde redden. Toen de kalkoen hem ineens aanviel en verwondde, heeft hij de kalkoen gedood. Dit is een verwelkomende verrassing voor de SEH, zij besluiten hem als diner te gebruiken voor Thanksgiving.

## Rolverdeling

### Hoofdrol
- Anthony Edwards - Dr. Mark Greene
- George Clooney - Dr. Doug Ross
- Sherry Stringfield - Dr. Susan Lewis
- Kathleen Wilhoite - Chloe Lewis
- Eriq La Salle - Dr. Peter Benton
- John Terry - Dr. David 'Div' Cvetic
- Tyra Ferrell - Dr. Sarah Langworthy
- Rick Rossovich - Dr. John 'Tag' Taglieri
- Malgorzata Gebel - Dr. Bogdana 'Bob' Lewinski
- Noah Wyle - John Carter
- Julianna Margulies - verpleegster Carol Hathaway
- Conni Marie Brazelton - verpleegster Connie Oligario
- Yvette Freeman - verpleegster Haleh Adams
- Ellen Crawford - verpleegster Lydia Wright
- Deezer D - verpleger Malik McGrath
- Abraham Benrubi - Jerry Markovic

### Gastrol
- Garrett Morris - Edgar Luck
- Andrea Parker - Linda Farrell
- Mike Genovese - politieagent Al Grabarsky
- Jared Rushton - Andy Bohlmeyer
- Linda Kerns - Mrs. Bohlmeyer
- Vondie Curtis-Hall - Henry Colton / Rena
- Graham Jarvis - Francis
- Courtney Gains - Ronnie, vriend van Chloe
- Caroline Lagerfelt - Andrea
- Henry G. Sanders - Phillip
- Donnice Wilson - Sally

en vele andere